# Юньган
Пещерные гроты Юньга́н (кит. трад. 雲崗石窟, упр. 云冈石窟, пиньинь Yúngāng Shíkū, палл. Юньган Шику) — комплекс из 252 рукотворных пещер и ниш со статуями (среди них 45 крупных пещер), вырезанных в толще песчаника, расположенный на территории района Юньган городского округа Датун провинции Шаньси. Ранние скульптуры демонстрируют явное индийское и центральноазиатское влияние, а сами гроты повлияли на буддийское пещерное искусство Китая и всей Восточной Азии. Вместе с пещерами Могао в Ганьсу и комплексом Лунмэнь в Хэнани Юньган называют «Тремя великими пещерными комплексами Китая». Всего в гротах Юньган насчитывается до 51 000 статуй.

## История
Искусство ваяния буддийских статуй пришло в Китай в конце правления Восточной Хань (начало III в. н. э.). Правитель Тоба Цзюнь принял буддизм и решил создать памятник буддизму во искупление грехов правившего ранее императора Тоба Тао, преследовавшего буддистов. Город Пинчэн, расположенный на пересечении путей, ведущих в Индию и Центральную Азию, в то время был одним из крупнейших в мире по населению — в нём проживало около миллиона человек, принадлежавших к шести народам (хань, ди, динлины, сяньби, цяны и ухуани).
Гроты Юньган находятся на западном склоне горы Учжоушань (кит. 武州山, пиньинь Wǔzhōushān), в 16 км к западу от Датуна. Их создавали постепенно, вырезая в песчаниковых утёсах от востока к западу по приказу правителей государства Северная Вэй с 460-х годов в правление Тоба Цзюня. После смерти Цзюня в 465 году и вплоть до переноса столицы в Лоян в 494 году работы в Юньгане шли наиболее активно, после этого времени было выполнено лишь несколько небольших ниш.
В XVII и XVIII веках в пещерах проводили ремонтные работы, однако на протяжении большей части XX века Юньган был заброшен. В 1986 году пещеры очистили от мусора и пыли, через некоторое время туда начали пускать туристов. Национальное туристическое управление КНР назвало Юньган в числе 66 китайских достопримечательностей высшего уровня (AAAAA). В 1991 году исследователи провели замеры количества частиц угля в воздухе и внутри пещер, обнаружив, что при отсутствии защитных мер статуи вскоре окажутся покрыты плотным слоем угольной пыли, смешанной с обычной.

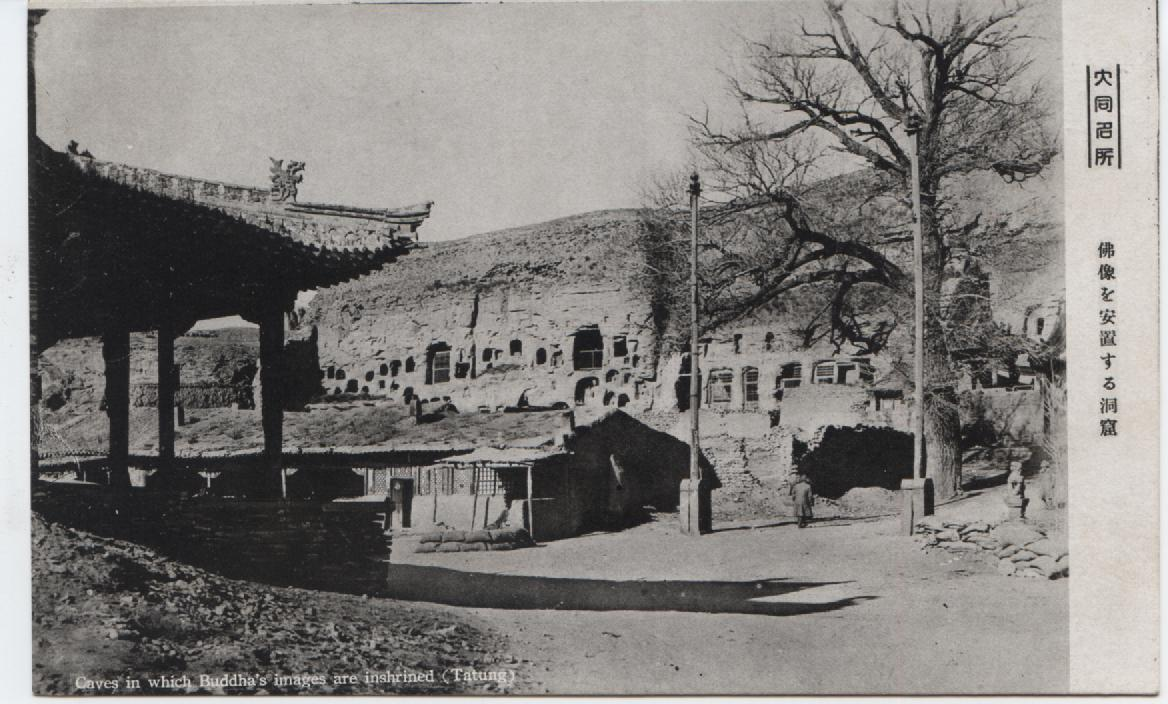
Японская фотография гротов; Вторая мировая война
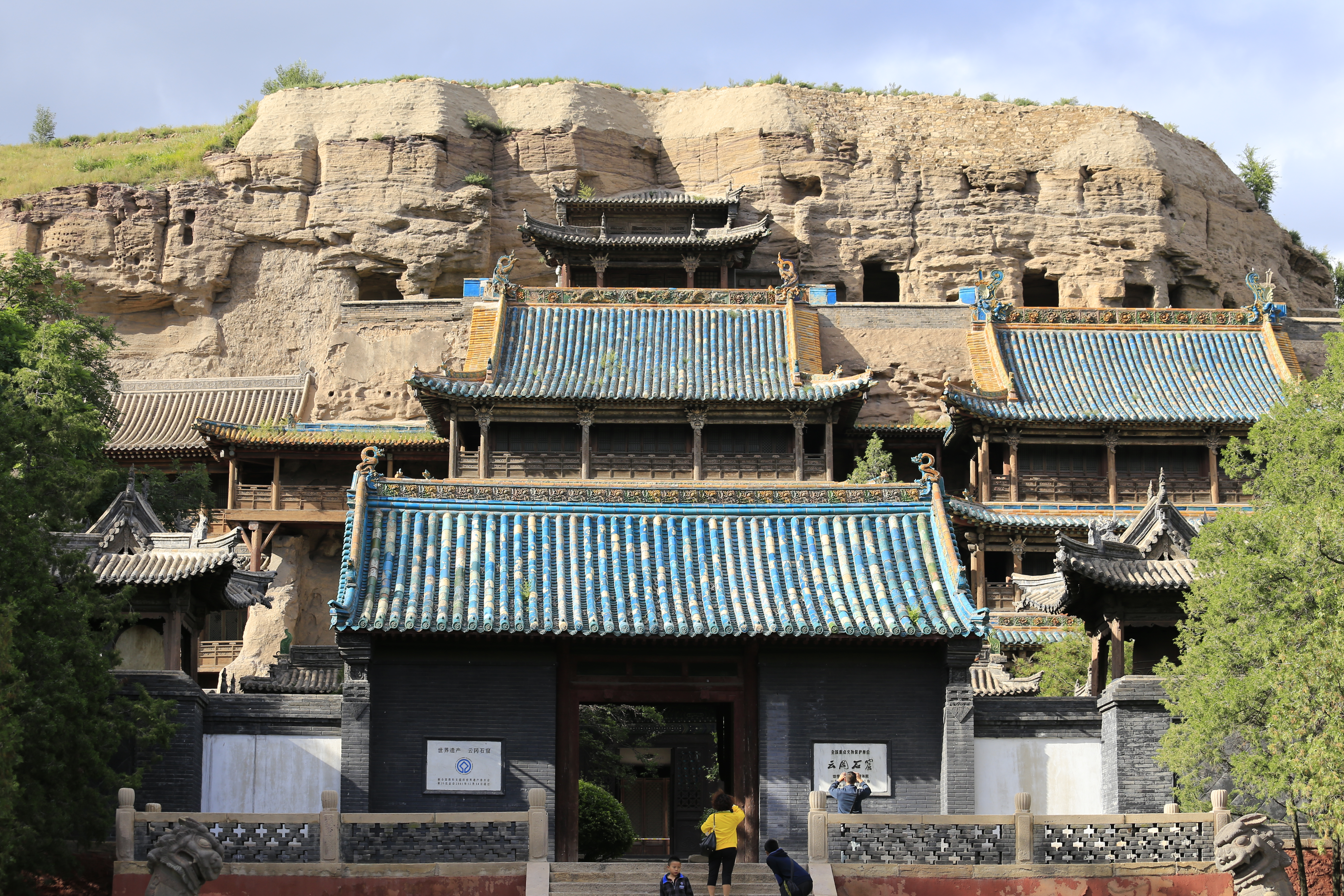
Ворота, ведущие к гротам

### Отдельные гроты
Большинство крупных гротов имеют одинаковую планировку — в песчанике вокруг колонны вырубали прямоугольные помещения с длиной стены от 10 до 15 метров, после чего колонну превращали либо в пагоду (пещера № 6), либо в статую Будды. В них обычно есть вход на уровне первого этажа и окно на уровне третьего. Резьба в пещерах была раскрашена, краска хорошо сохранилась в крупных пещерах.
Крупнейшие гроты — № 5 и 6 — были выполнены непосредственно перед переносом столицы в Лоян, перед ними находятся деревянные храмы (в прошлом такой храм находился у каждой пещеры). В пещере № 6 находится пагода, богато украшенная резьбой, и 39 изображений Шакьямуни, связанных одним сюжетом. Гроты № 7—10 — парные, в них находятся скульптуры и барельефы будд, бодхисаттв, джатаки, апсар и многочисленные орнаменты.
В то время как скульптуры ранних гротов имеют мощный торс и широкие плечи, у статуй конца V века более элегантное телосложение, покатые плечи и удлинённые конечности. Один из характерных признаков самых поздних пещер, созданных в начале VI века, — наличие сидящих бодхисаттв со скрещёнными лодыжками.

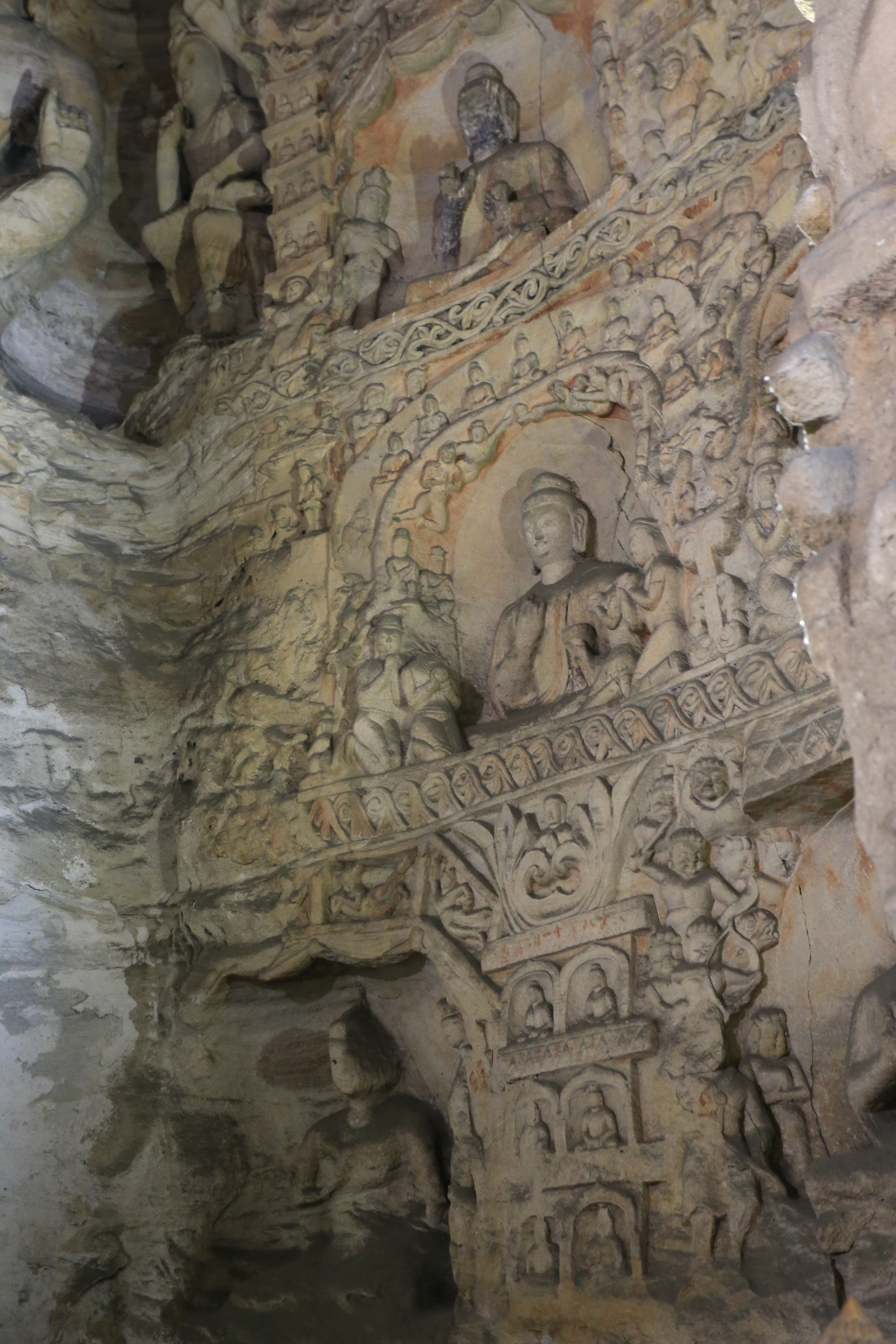
Резьба в пещере № 8
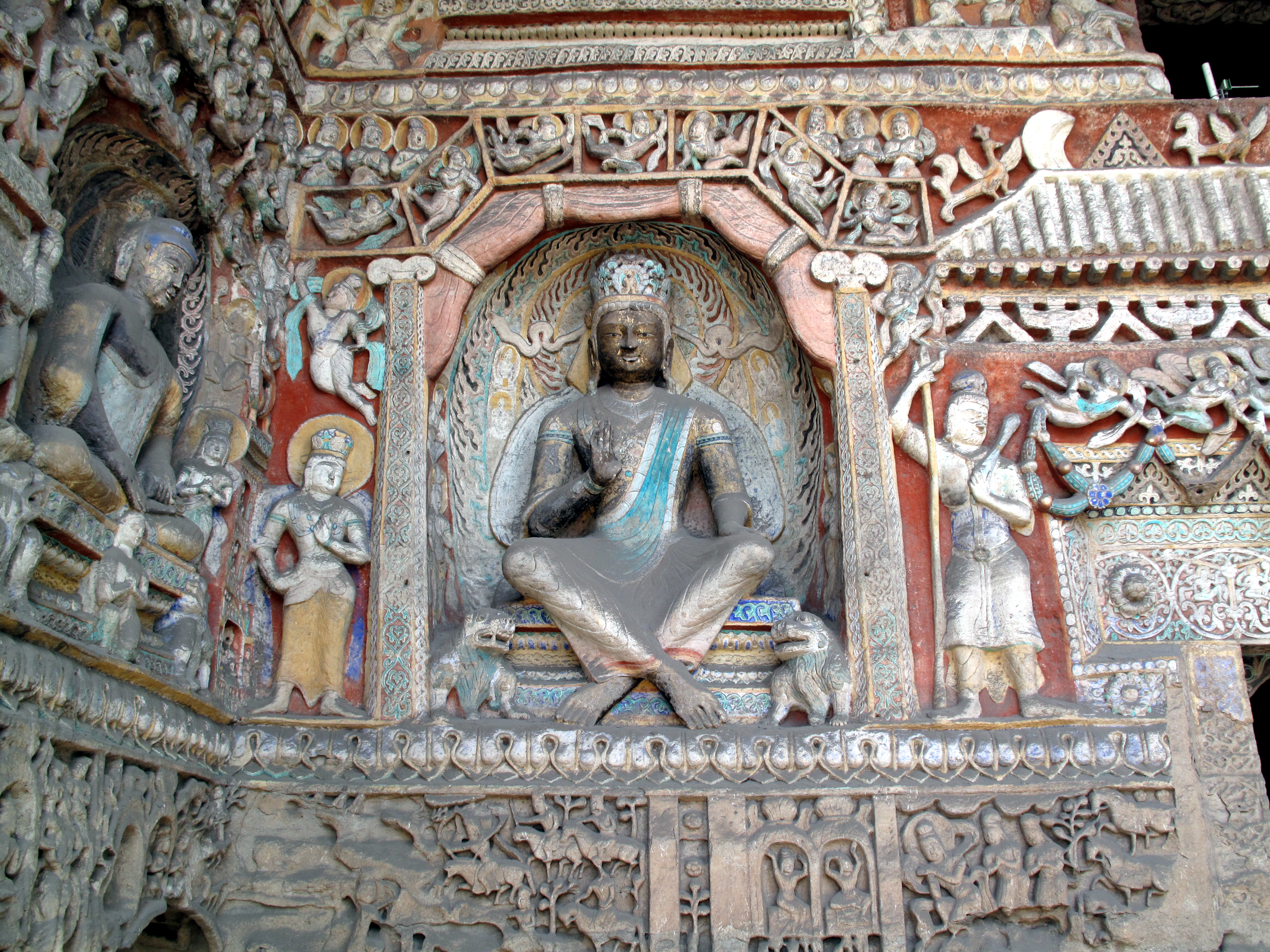
Раскрашенная резьба, пещера № 9
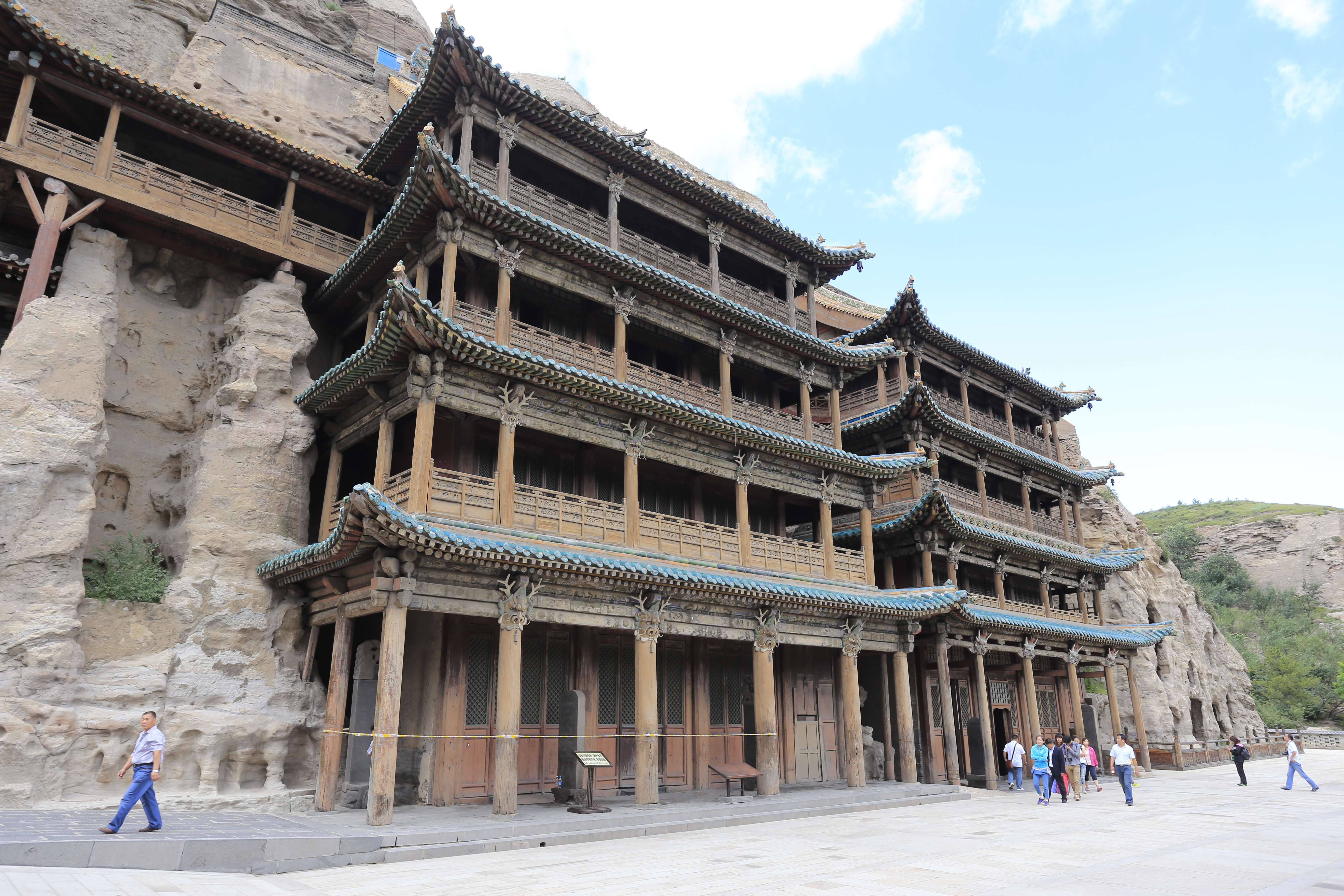
Храмы перед пещерами 5 и 6

#### Гроты Таньяо
В классическом труде Истории Вэй содержится упоминание того, как монах по имени Таньяо (кит. трад. 曇曜, упр. 昙曜, пиньинь Tányào) предложил создать в Юньгане пять гротов с огромной статуей Будды в каждом. Эти пещеры носят номера 16—20, они выполнены в едином художественном стиле и считаются классическим произведением первой вершины развития китайского искусства. Художественный стиль первых статуй демонстрирует явное индийское влияние, в частности, песчаниковой столицы Индо-скифского царства Матхуры и Гандхары. Все статуи одеты в обтягивающие индийские рубахи с открытым плечом, однако черты лиц у статуй напоминают северокитайских кочевников.
Большинство гротов Таньяо имеют куполообразный потолок, огромную статую в центре дальней стены и две статуи меньшего размера, стоящие по обеим сторонам от центральной статуи. Статуи в этих гротах имеют высоту от 13,5 до 16,8 метра и изображают императоров династии Северная Вэй: Тоба Гуя, Тоба Сы, Тоба Тао и Тоба Цзюня — в виде будд.

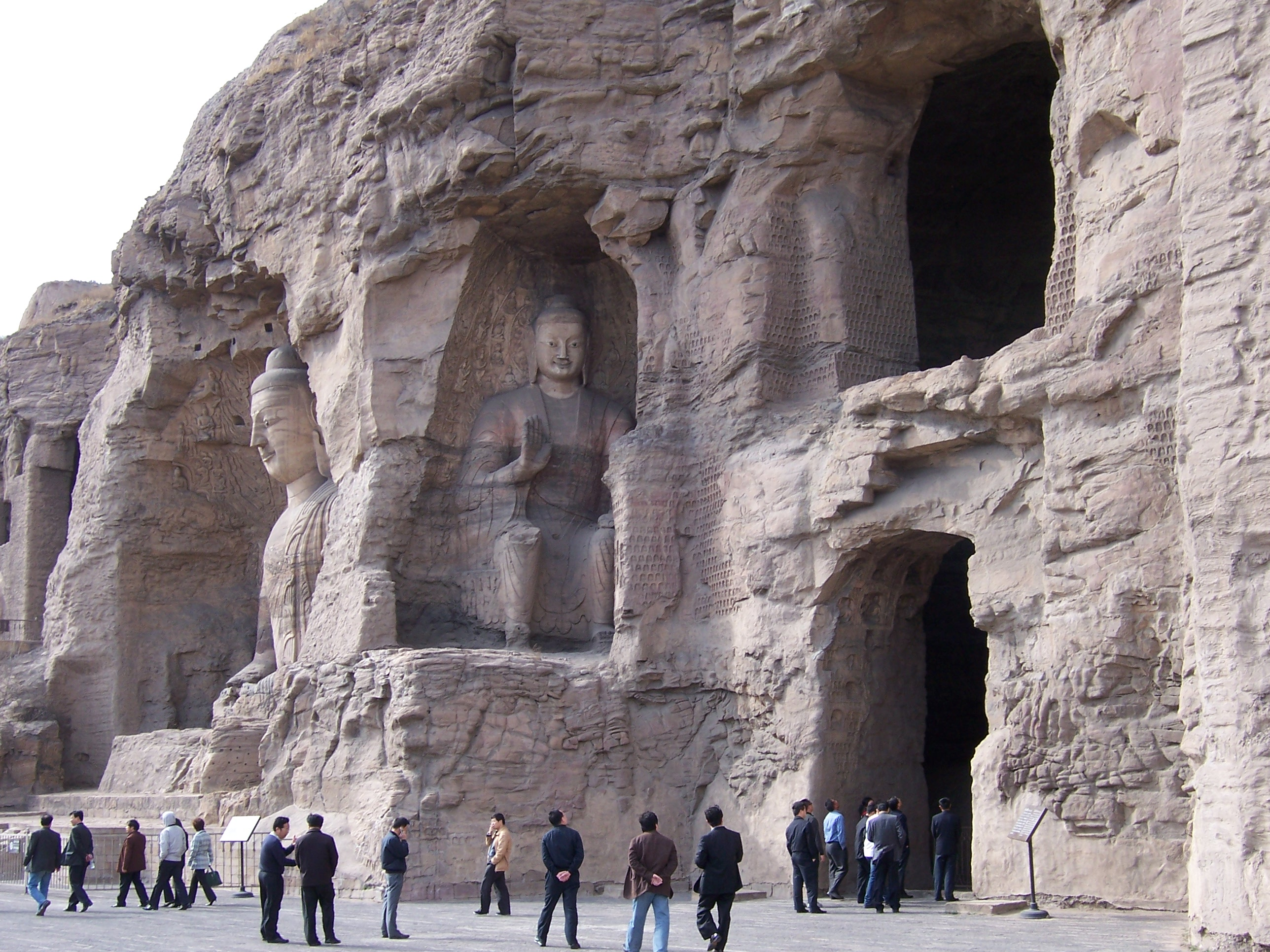
Окно в пещере № 19
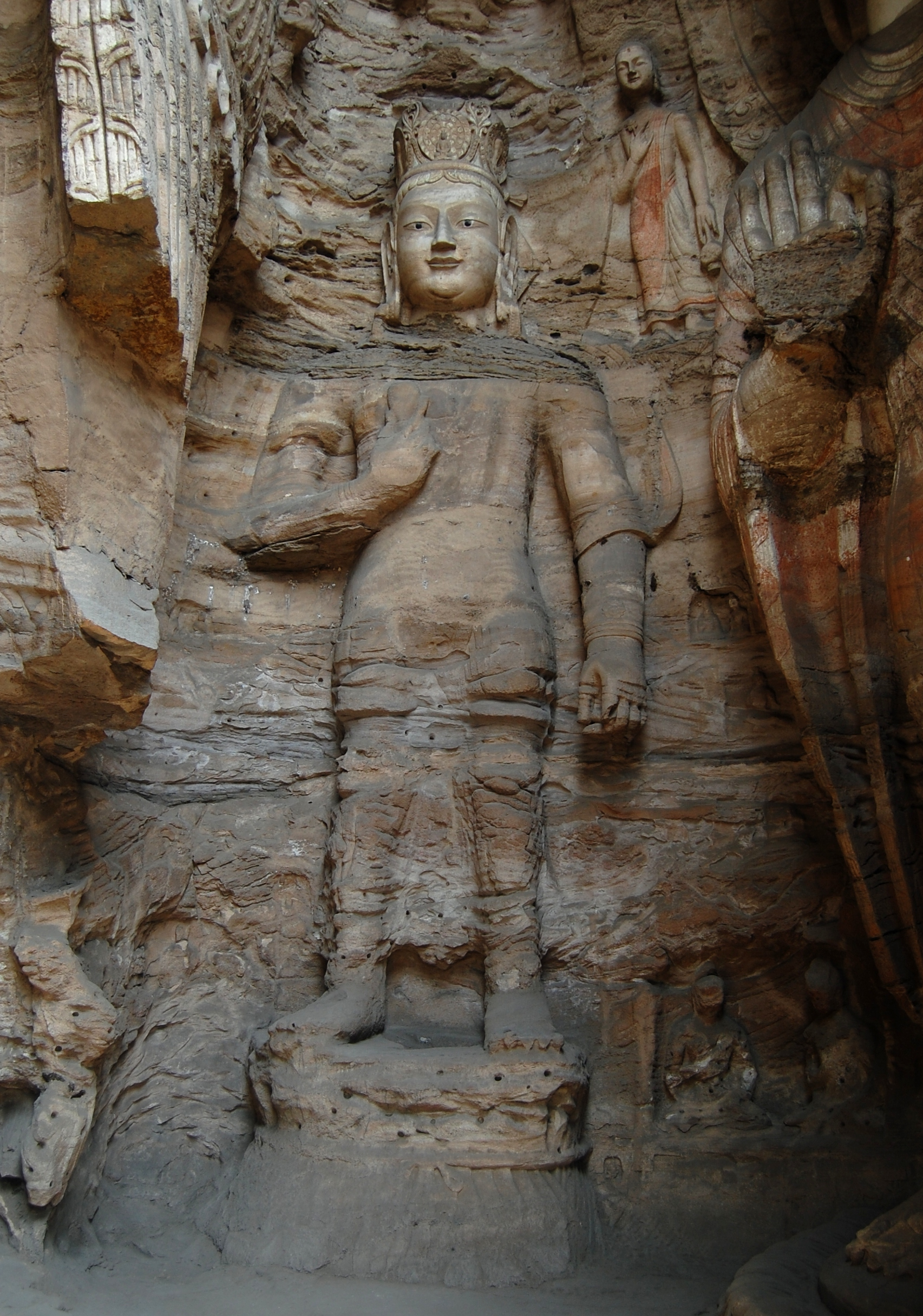
Пещера № 18
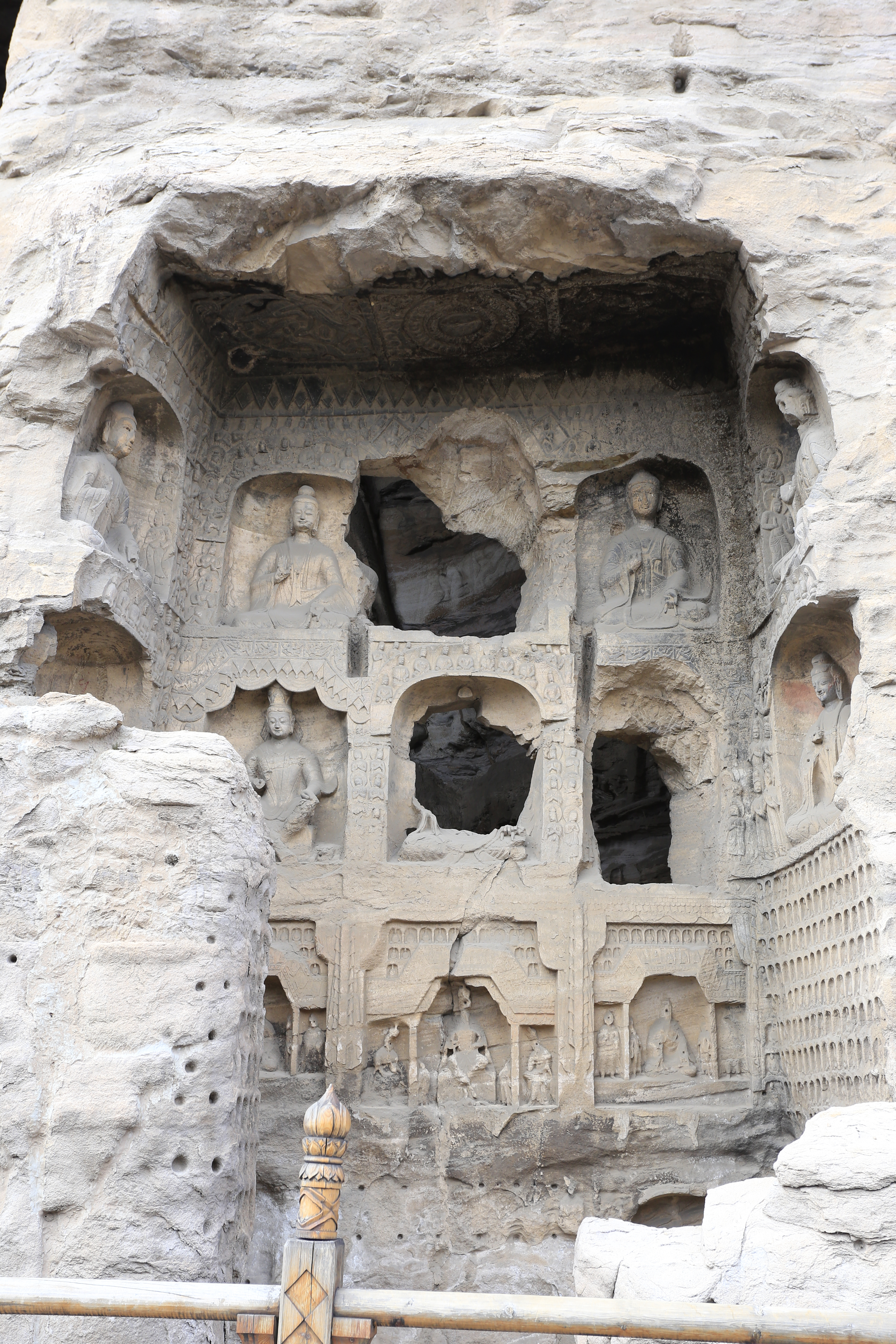
Пещера № 16